# Bachchor St. Lorenz Nürnberg
Der Bachchor St. Lorenz Nürnberg ist der Kirchenchor der Nürnberger Lorenzkirche. Darüber hinaus tritt er auch als Konzertchor in Erscheinung.

## Besetzung
Der Bachchor ist ein gemischter Laienchor mit derzeit etwa 130 Mitgliedern.

## Geschichte/Kantoren

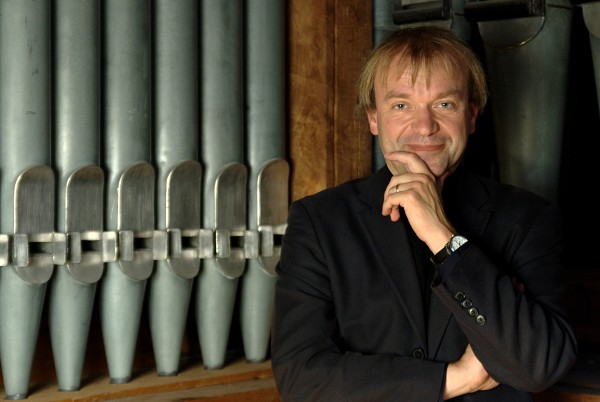
Der Chorleiter, KMD Matthias Ank

Die Gründung des Chores erfolgte im Jahr 1923 durch Lorenzkantor Walther Körner. Dieser hatte die Leitung des Chores bis ins Jahr 1962 inne, als er sein Amt an Hermann Harrassowitz übergab. Dessen Nachfolger, Kirchenmusikdirektor Matthias Ank, ist seit 1996 Chorleiter.

## Repertoire
Der Chor widmet sich geistlicher Musik aus allen Epochen. Neben der regelmäßigen Mitwirkung bei Gottesdiensten in St. Lorenz gestaltet er jährlich zwei bis drei Konzerte.
In jüngerer Zeit wurden u. a. folgende Werke aufgeführt: Die Komposition „Lied aus Theresienstadt“ (Song of Terezin) von Franz Waxman (ein Liederzyklus über Texte von Kindern aus dem Konzentrationslager Ghetto Theresienstadt), das „Himmelfahrtsoratorium“ von Johann Sebastian Bach sowie das Dettinger Te Deum von Georg Friedrich Händel.
Konzertreisen führen den Chor regelmäßig ins Ausland, so z. B. im Jahr 2007 nach Estland, im Jahr 2008 nach Rom und im Jahr 2012 nach Oberösterreich.